# Arbeitersiedlung Schwarzadlergüetli

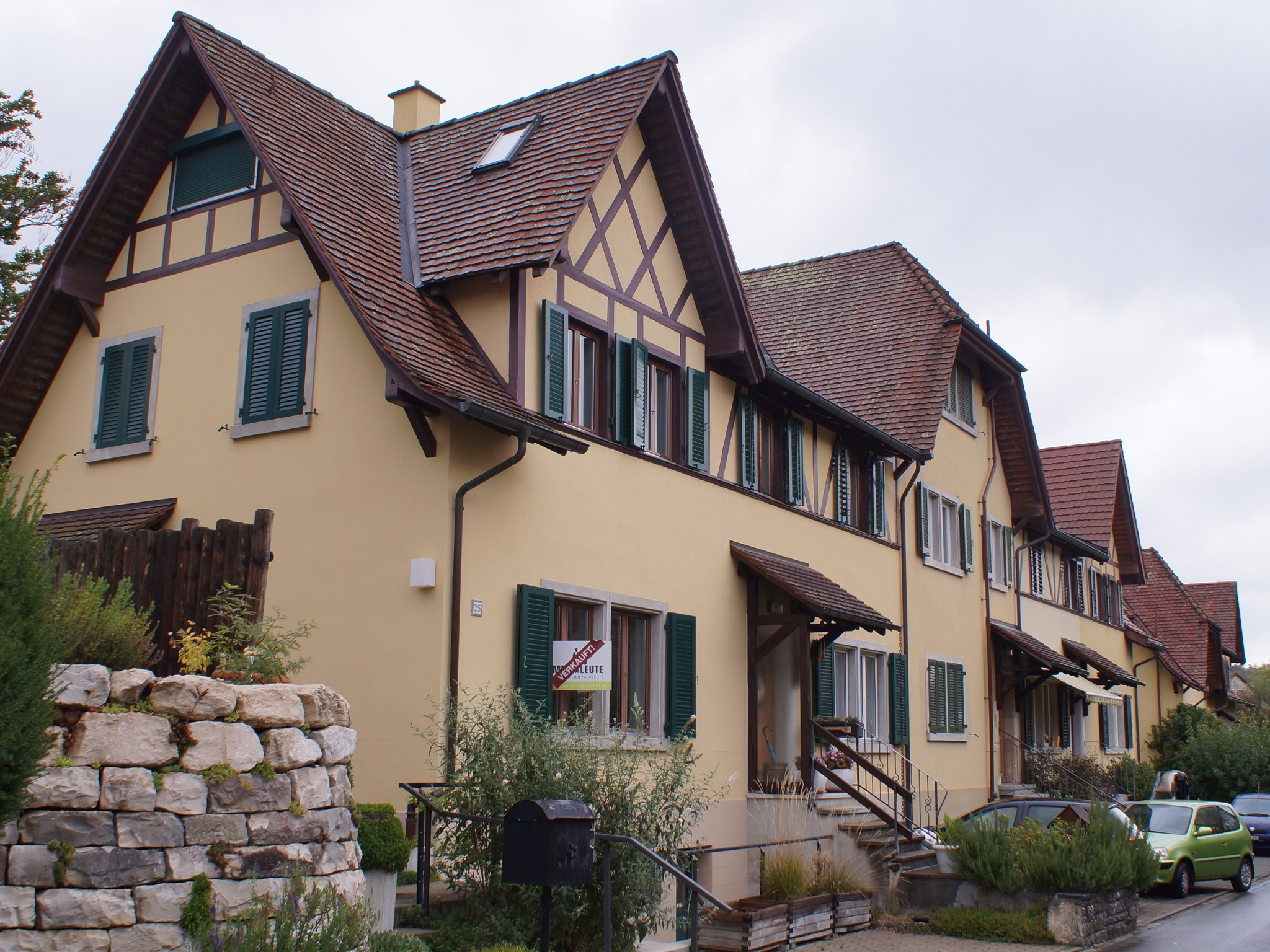
Reihenhäuser der Schwarzadlergüetli (2020)

Die Arbeitersiedlung «Schwarzadlergüetli» ist eine Arbeitersiedlung in Schaffhausen. Bauherr der Siedlung im Heimatstil war die Georg Fischer AG (GF). Das von 1906 bis 1907 errichtete Quartier von «architektonischer und historischer» Qualität ist Teil des «Ortsbilds von nationaler Bedeutung» im Inventar der schützenswerten Ortsbilder der Schweiz (ISOS).

## Lage
Die Siedlung «Schwarzadlergüetli» befindet sich auf der «Breite», einem Plateau über dem Mühlental, das noch im 21. Jahrhundert von den ehemaligen Werksanlagen der Georg Fischer AG geprägt wird. Der nahe «Felsenstieg» ist ein Treppenweg, der von den Werksiedlungen der «Breite» direkt zum «Werk III» führt.
Das Quartier wird durch die Strassen «Schwarzadlerstrasse», «Stahlwerkstrasse», «Plattenweg» und «Lochstrasse» begrenzt.

## Geschichte
Die ersten Wohnquartiere am Rand der «Breite» wurden in den Jahren 1895 bis 1930 errichtet. Die Arbeitersiedlung «Schwarzadlergüetli» ist eine geschlossene Siedlung mit dem Charakter einer Gartenstadt. Ihre Gebäude wurden von 1906 bis 1907 erbaut.
Vier Jahre später errichtete die Karlsruher Architektengemeinschaft «Curjel & Moser» für Georg Fischer die «imposante» Werksiedlung Stahlwerkstrasse, die sich im Nordwesten an das Schwarzadlergüetli anschliesst.
Eine weitere Werksiedlung mit 44 Wohnungen liess die Firma im Frühjahr 1948 für Arbeiter und Angestellte im Norden der Anlage bauen.

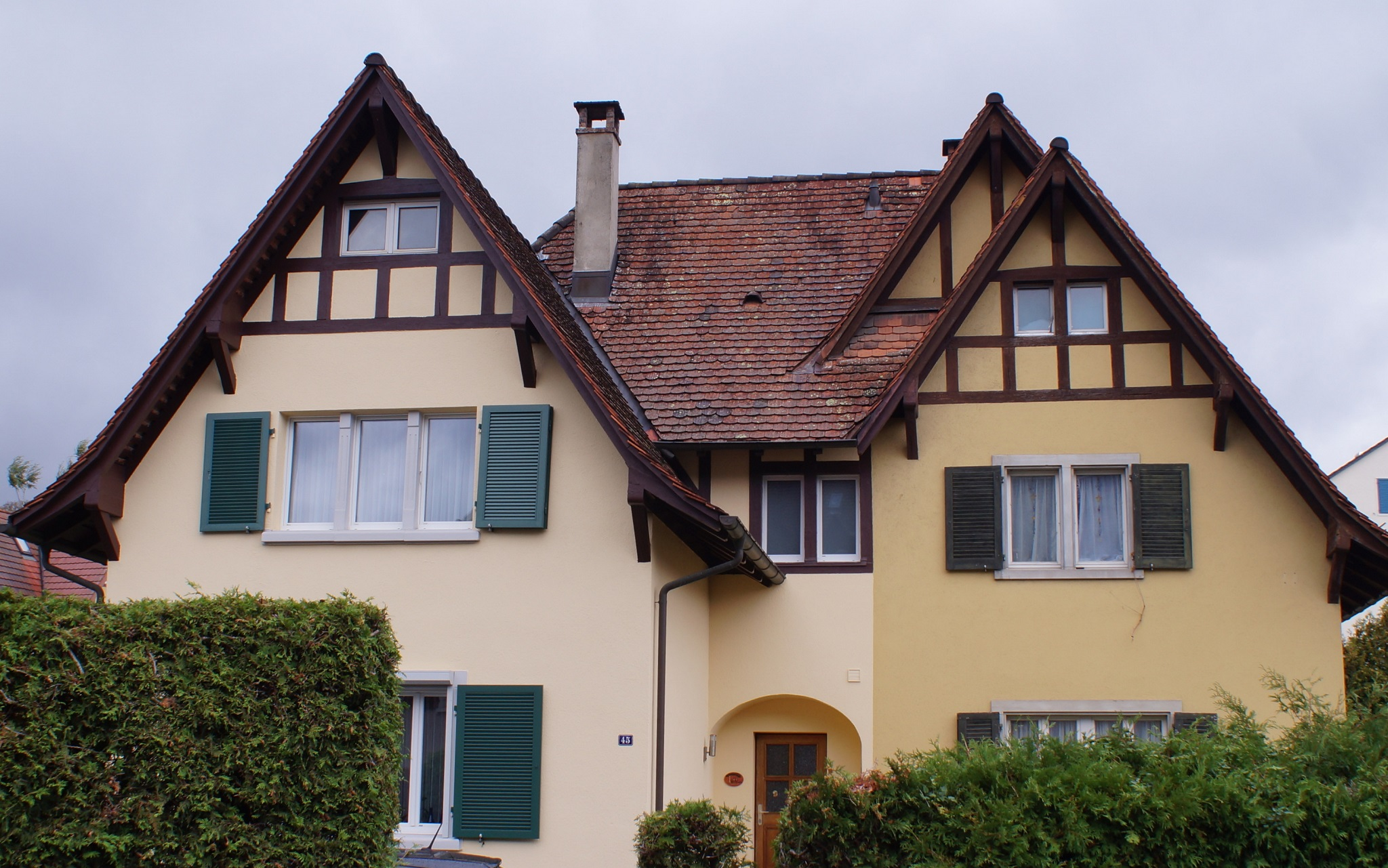
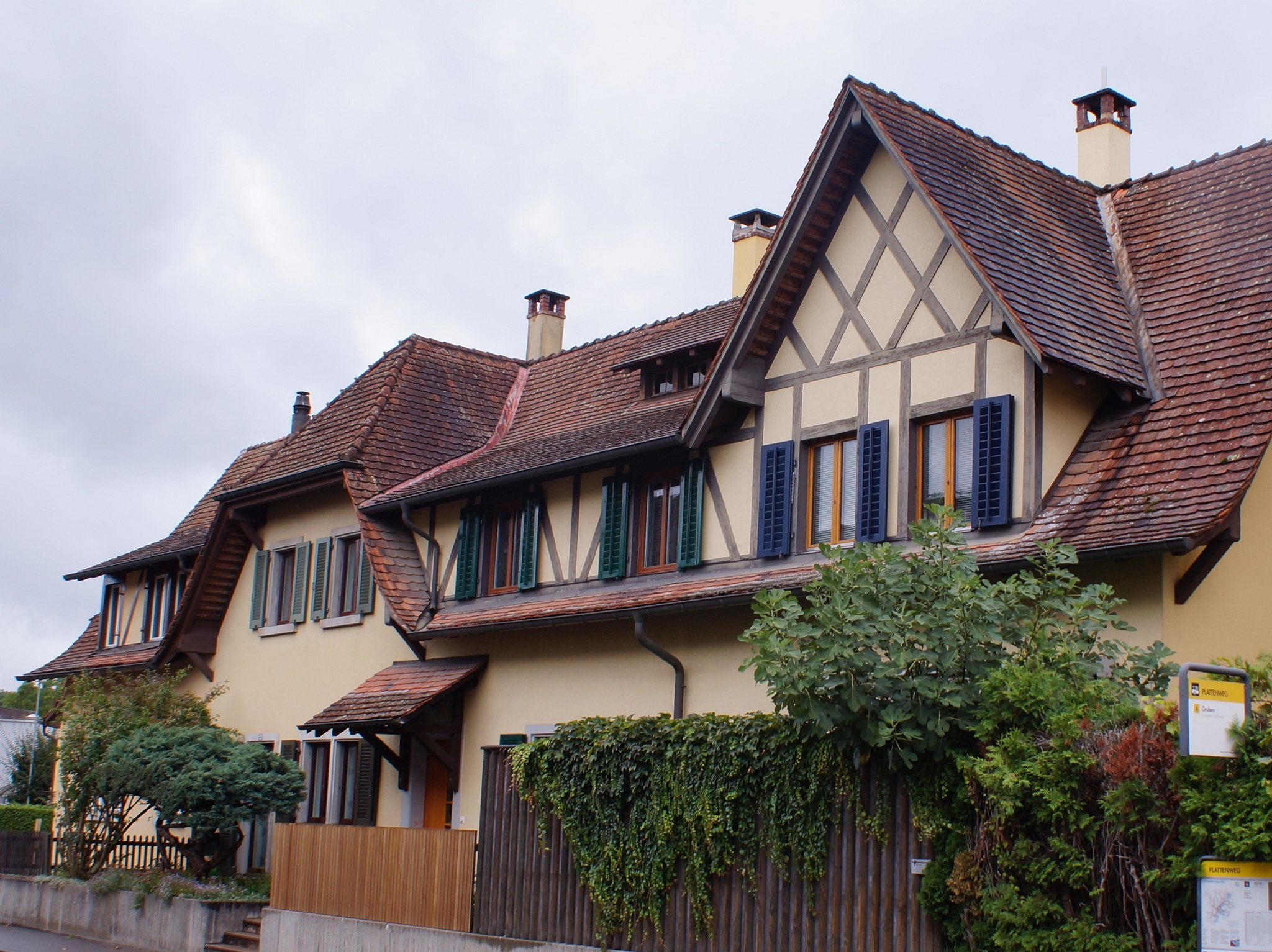
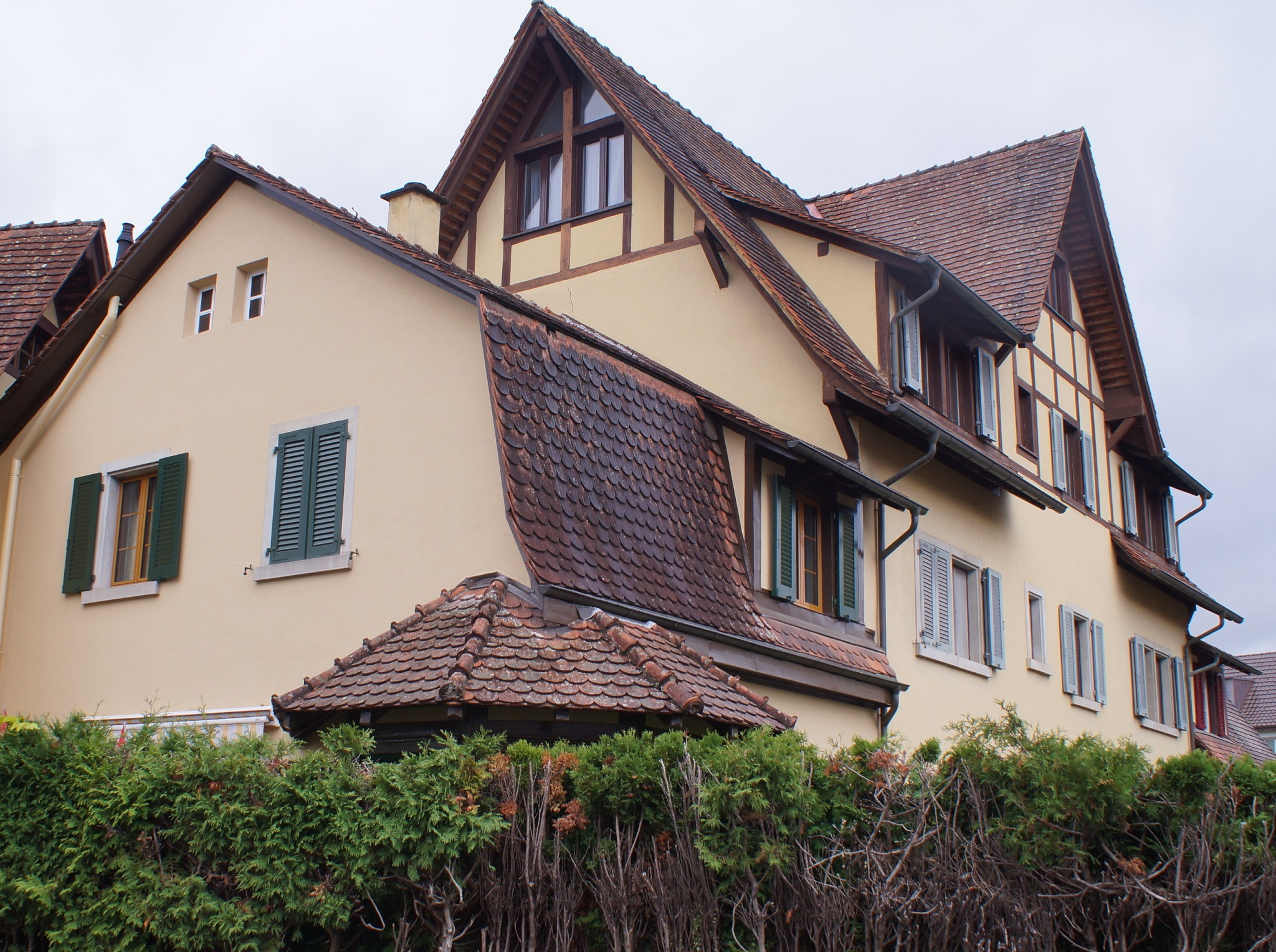
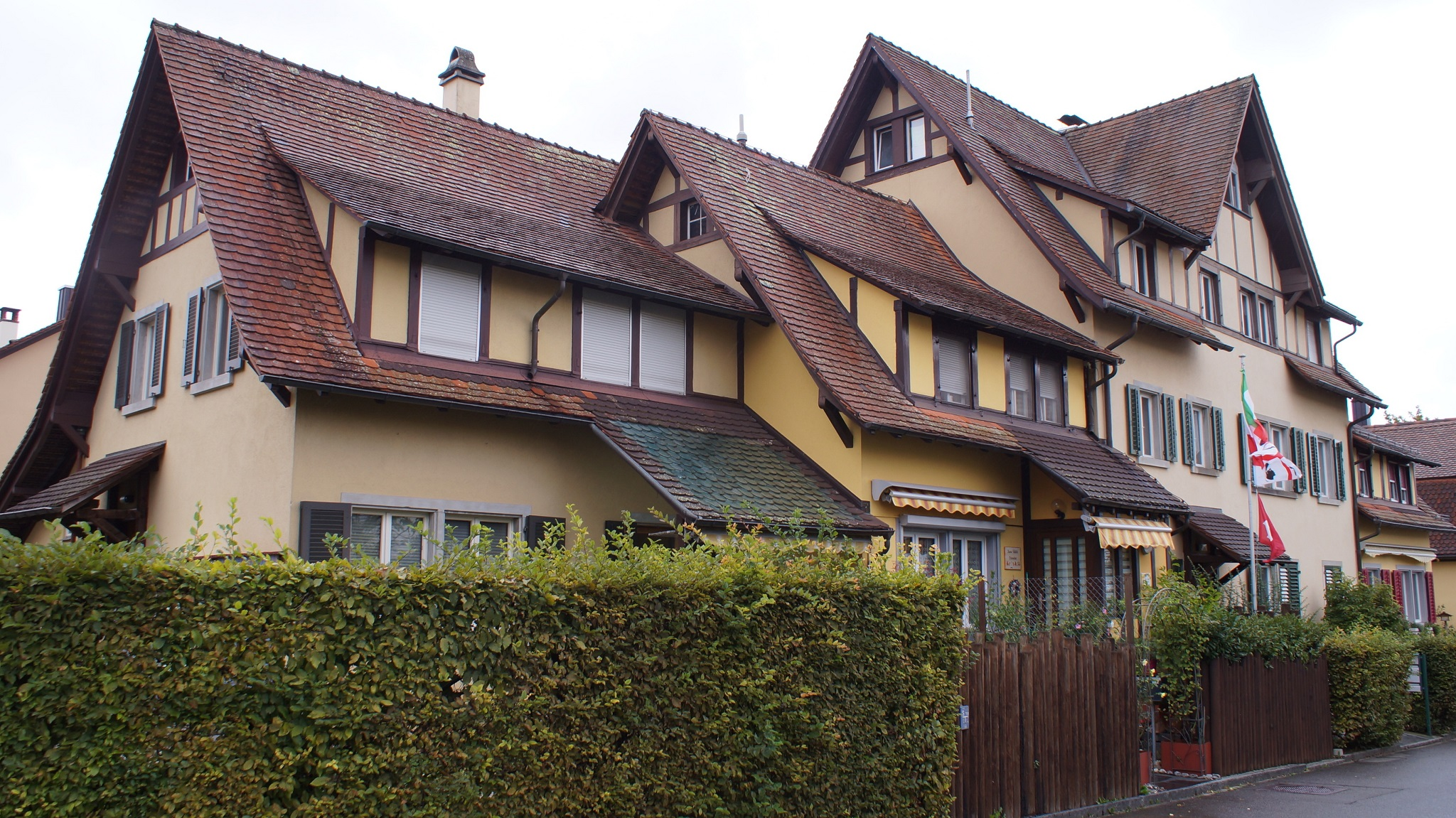

Haustypen der Siedlung

## Beschreibung
Die zwei- bis dreigeschossigen Haustypen der Siedlung stehen giebel- oder traufständig an den Strassen und haben meist aufwändig gestaltete und abgestufte Dachlandschaften. Zu ihren Gestaltungselementen gehört Fachwerk. Das Quartier umfasst Reihen-, Mehrfamilien- und Doppelhäuser. Die Farbgebung der Häuser ist einheitlich in gelb und braun gehalten.

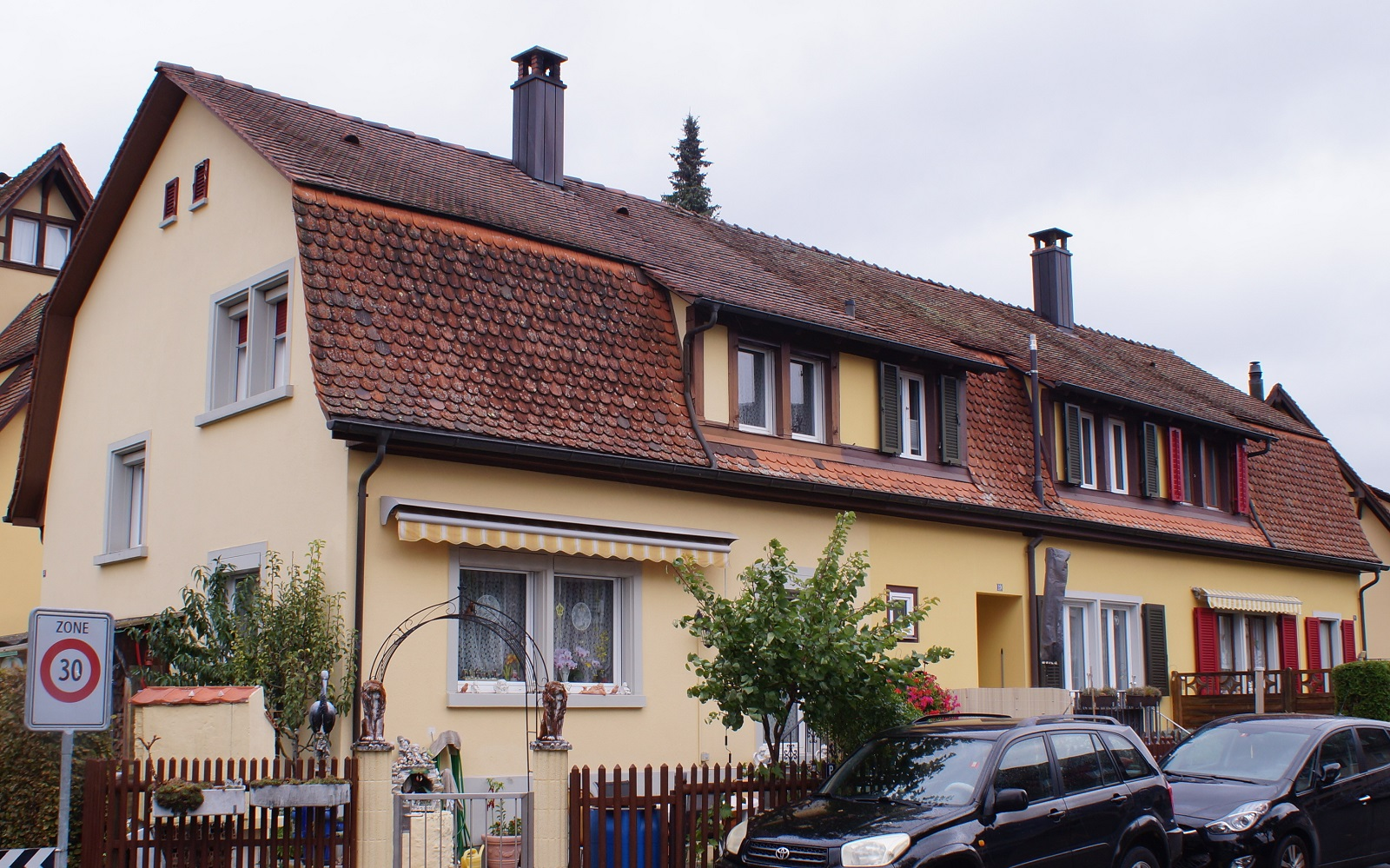
Doppelhaus «Lochstrasse 19–21» (2020)

Das schlicht gestaltete Doppelhaus «Lochstrasse 19–21» ist das einzige Haus dieser Siedlung, das im Kulturgüterschutz-Inventar der Schweiz als «Kulturgut von regionaler Bedeutung» (B-Objekt, KGS-Nr. 10769) ausgewiesen ist. Das Mansardgiebeldach ist mit Biberschwanzziegeln eingedeckt. Ein ähnliches Wohnhaus befindet sich in der «Stahlwerkstrasse 26–28». Der Status der anderen Gebäude ist unbekannt.
Die Arbeitersiedlung wird als Anlage mit hoher «architektonischer und historischer» Qualität beschrieben. Die Gebäude der wenige Jahre jüngeren Siedlung «Stahlwerkstrasse» wurden als Reihenhäuser in U-Form angelegt.

## Fussnoten
1. ↑  Ortsbildaufnahmen Schaffhausen. (ISOS, Nr. 3050) Nr. 11.0.59.
2. ↑  R. Bäny: Unser Wohnungsbau. In: +GF+ Mitteilungen. Nr. 21 (Seite nicht mehr abrufbar, festgestellt im Juli 2024. Suche in Webarchiven)  Info: Der Link wurde automatisch als defekt markiert. Bitte prüfe den Link gemäß Anleitung und entferne dann diesen Hinweis. (Dezember 1947; PDF). S. 67.
3. ↑  Eine Liste der C-Objekte wurde noch nicht veröffentlicht.
4. ↑  Ortsbildaufnahmen Schaffhausen. (ISOS, Nr. 3050) Nr. 11.3.

Koordinaten: 47° 43′ N, 8° 38′ O; CH1903: 689269 / 284965